# Tufão Phanfone
O tufão Phanfone, conhecido nas Filipinas como o tufão Ursula, foi um ciclone tropical relativamente forte que atravessou o centro das Filipinas, trazendo ventos destructivos, chuvas torrenciais na véspera de Natal e pela primeira vez desde o tufão Nock-ten em 2016. A vigésima-nona e última tempestade nomeada, também a décima-sétima e último tufão da temporada de tufões no Pacífico de 2019, as origens de Phanfone remontam a uma borrasca que se tinha formado para perto das Ilhas Carolinas, que gradualmente se organizou na depressão tropical 30W a 21 de dezembro de 2019. Movendo para o oeste, o sistema intensificou-se rapidamente numa tempestade tropical severa, ganhando o nome de Phanfone. A Administração de Serviços Atmosféricos, Geofísicos e Astronómicos das Filipinas (PAGASA) começou a monitorar a tempestade Phanfone quando ingressou na Área de Responsabilidade das Filipinas (PAR). Assinalaram que o mais provável é que o sistema se fortaleça ao menos até força de tufão de categoria 1 antes de tocar terra, e traria condições traiçoeiras em todo o país.
Como previa a Administração de Serviços Atmosféricos, Geofísicos e Astronómicos das Filipinas, Phanfone continuou se fortalecendo e desafiou todas as execuções de modelos. O sistema deixou cair mais de 20 milibares em só um par de horas, antes de tocar terra nas Visayas orientais às 06h00 UTC como um tufão equivalente de categoria 2, tudo enquanto se fortalecia. Ao atravessar a Filipinas em seu passo, Phanfone continuou mantendo a intensidade apesar dos múltiplos toques de terra e começou a desenvolver um olho às 12h45 UTC, mas devido à falta de água e a interacção constante da terra, o olho nunca se desenvolveu completamente e permaneceu nublado. Por agora, Phanfone tinha velocidades de vento sustentadas de 10 minutos de 75 nós (140 km/h; 85 mph), velocidades de vento sustentadas de 1 minuto de 95 nós (175 km/h; 110 mph) e rajadas de até 100 nós (185 km/h; 115 mph), fazendo deste sistema um furacão de categoria 2 na escala de ventos de força de furacão Saffir-Simpson, a 1 nó de ser uma categoria 3.
Ao redor das 13:00 UTC de 25 de dezembro, Phanfone começou a sair das Filipinas e fortalecido por um breve momento antes de entrar em condições difíceis, com cisalhamento do vento a 20 nós. Tanto a PAGASA como a Agência Meteorológica do Japão degradaram a Phanfone a uma tempestade tropical severa às 03h00 UTC, já que o ar frio envolveu o lado nordeste da circulação do sistema. A eminência devido ao lento movimento do sistema também fez que se debilitasse. Finalmente, a 28 de dezembro às 06h45 UTC, a PAGASA e a Agência Meteorológica do Japão emitiram os seus avisos finais sobre o sistema após que o seu centro de circulação de baixo nível ficou exposto e se debilitou por abaixo do nível de alerta.
O sistema causou destruição nas Visayas orientais, particularmente Samar, Leyte e Iloílo. Até a 27 de dezembro, o tufão matou a 28 pessoas, incluído um menino de 13 anos que foi electrocutado. Após a temporada, Administração de Serviços Atmosféricos, Geofísicos e Astronómicos das Filipinas retirará o nome Ursula das suas listas de nomes. Eleger-se-á uma substituição em 2020.

## História meteorológica

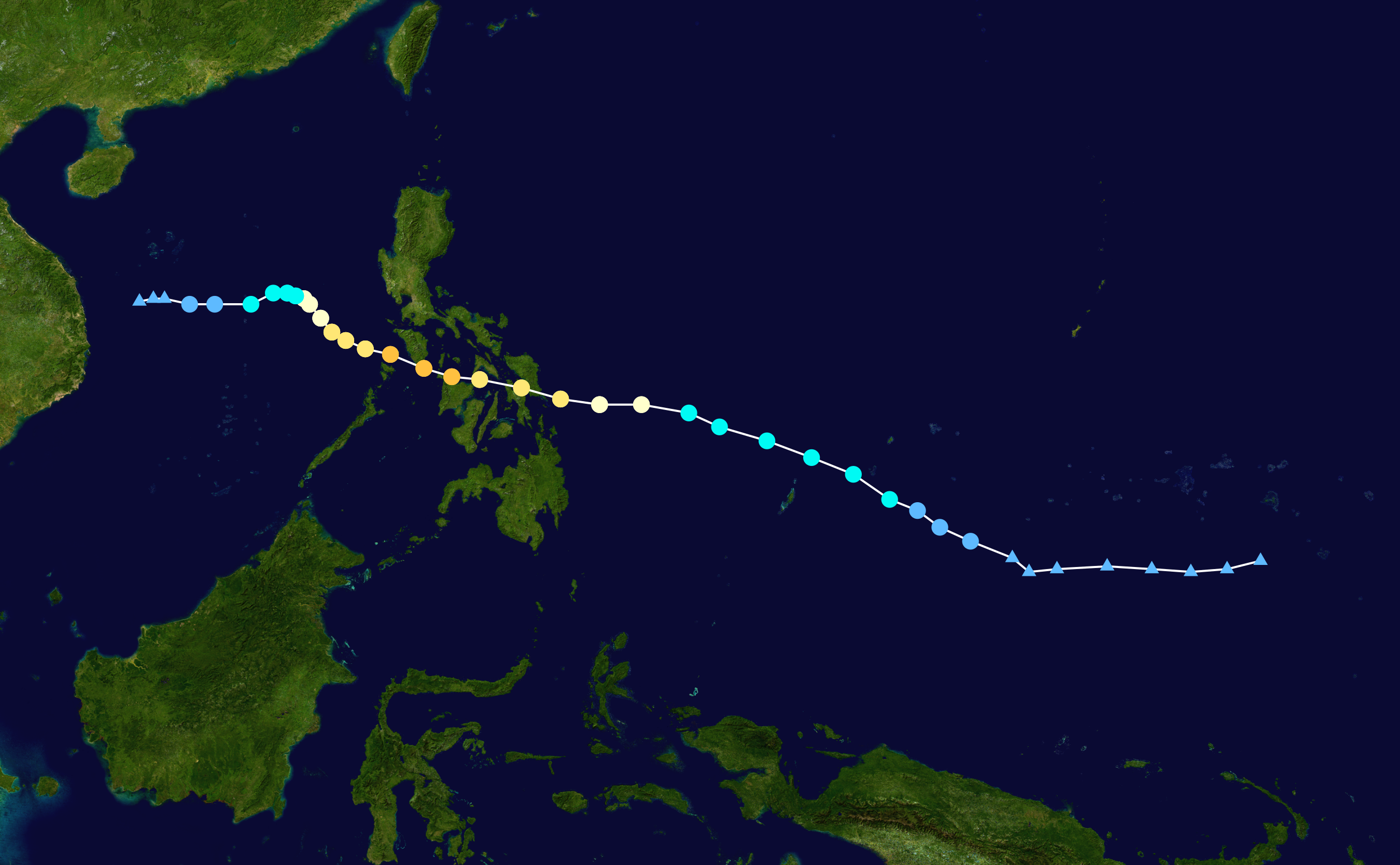
Mapa que traça a trajectória e a intensidade da tempestade, de acordo com a escala de furacões de Saffir-Simpson

A 19 de dezembro de 2019 antes da sua formação, o Centro Conjunto de Avisos de Tufão começou a monitorar um sistema de baixa pressão ao sudeste da Micronésia. Mostrando sinais de convecção e bandas suficientes ao redor de um centro definido, o Centro Conjunto de Avisos de Tufão posteriormente melhorou o seu alerta inicial a uma possibilidade média de desenvolvimento, e pouco depois, a 20 de dezembro, emitiu-se uma alerta de formação de ciclone tropical. A Agência Meteorológica do Japão emitiu o seu primeiro aviso sobre a quinquagésima segunda depressão da temporada de tufões no Pacífico 2019.

Loop de satélite melhorado animado do tufão Phanfone de 2019 desde a intensificação até tocar terra

As previsões e modelos projectavam que Phanfone acelerasse para as Filipinas e tocasse terra no centro do país, e ainda que os modelos eram corretos, a suas intensidades estimadas eram incorretas. O sistema transladou-se à Área de Responsabilidade das Filipinas a 23 de dezembro às 5h00 a.m. PST. A sua entrada, PAGASA nomeou oficialmente a Phanfone como Ursula (em alemã: ˈʊʁzula; literalmente: 'urso'). No mesmo dia, o Centro Conjunto de Avisos de Tufão voltou a actualizar o sistema a tempestade tropical. Devido às condições favoráveis, Phanfone intensificou-se novamente numa severa tempestade tropical. E intensificou-se ainda mais num tufão de categoria 1 a manhã de 24 de dezembro. Esperava-se que o tufão tocasse terra em Borongan-Guiuan na província de Samar entre as 04h00 p.m. e as 6h00 p.m. PST. No mesmo dia, PAGASA propôs várias áreas em Visayas, incluída Samar, ao sinal no. 3 ao tocar terra.
Devido às condições favoráveis, Phanfone intensificou-se ainda mais num tufão de categoria 2 na escala de furacões de Saffir-Simpson, pouco antes de tocar terra para perto de Salcedo no Leste de Samar, causando inundações drásticas e deslizamentos de terra na região. Desafiando todos os previsões, e apesar de que tinha atravessado múltiplos toques de terra, Phanfone continuou mantendo a sua força enquanto rastreava mais por terra, inclusive conseguindo desenvolver um olho, antes de começar a sair das Filipinas continental a 25 de dezembro.
O sistema uma vez mais desafiou as previsões à medida que a sua característica visual voltou-se mais definida à sua saída das Filipinas e a sua entrada no Mar do Sul da China. Após manter a força durante várias horas, Phanfone começou a encontrar temperaturas desfavoráveis na superfície do mar como era muito tarde na temporada, e a cisalhamento do vento médio junto com a intrusão de ar seco afectou o sistema, e começou a debilitar-se às 06h45 UTC a 26 de dezembro. Às 12h45 UTC, o sistema converteu-se num tufão equivalente à categoria 1, e um fenómeno à vista viu-se no satélite como um eclipse solar projectado directamente no sistema, o escurecendo significativamente e agregando um tinge laranja nas imagens de satélite.
A 27 de dezembro, Phanfone começou a passar por uma fase de debilitamento rápido à medida que o cisalhamento do vento aumentou a 20 nós, e o ar frio e estável começou a envolver no lado nordeste da circulação. Posteriormente, a estrutura de Phanfone degradou-se e converteu-se numa tempestade tropical severa às 06h45 UTC. Desde as 06h45 UTC até às 12h45 UTC, Phanfone começou a sentir os efeitos do seu movimento lento, já que começou a experimentar uma corrente crescente. Finalmente, a 28 de dezembro às 06h45 UTC, a PAGASA e a JMA emitiram os seus avisos finais sobre o sistema após que o seu centro de circulação de baixo nível ficou exposto e se debilitou por abaixo do nível de alerta.

## Preparações e impacto

### Filipinas

#### Visayas
A Administração de Serviços Atmosféricos, Geofísicos e Astronómicos das Filipinas (PAGASA) emitiu um sinal de alerta 3 para o norte de Samar oriental, Leyte, Biliran e as ilhas Camotes, o que significa que se esperavam ventos de 65-92 nós (75-106 mph; 121-170 km/h). O Administração de Serviços Atmosféricos, Geofísicos e Astronómicos das Filipinas (PAGASA) também emitiu um sinal de alerta 2 às Visayas, o que significa que se esperavam ventos de 33-65 nós (38-75 mph; 61-120 km/h) dentro das 24 horas. Emitiu-se na parte central do norte de Cébu, o nordeste de Iloílo, o norte de Antique, Capiz, Aklan, o sul de Leyte e Negros Ocidental, o que significava que Phanfone estava a tomar um caminho similar às áreas afectadas pelo tufão Haiyan, bem mais forte. As Visayas foram as mais afectadas, já que Iloilo City teve 13 baixas que foram golpeadas por árvores caídas, eletrocutadas ou afogadas. Roxas, Tacloban e Maasin receberam 140 mm (5,5 polegadas) de chuva.
O alcance do dano nas Filipinas foi bastante longe, já que o aeroporto de Boracay sofreu graves danos já que muitas pessoas ficaram presas no aeroporto quando o tufão golpeou. Um oficial de resposta a desastres também informou que os cortes de energia e os danos na cidade de Batad na província de Iloilo o fizeram aparecer como uma "cidade fantasma". As inundações severas causaram danos devastadores em muitas províncias e ilhas de Visayas à medida que a chuva estendeu-se por toda a região, com muitas casas e veículos submergidos de forma parcial a total. Derrubaram-se várias casas e derrubaram-se árvores, bem como derrubaram-se cabos elétricos. Todos estes obstáculos bloquearam os caminhos e os fizeram perigosos para caminhar; e as quantidades excessivas de chuva fizeram que o terreno, especialmente o terreno mais alto, fosse muito instável. A província de Leyte colocou-se num estado de calamidade depois do dano do tufão, e o gado, os cultivos e a infraestrutura foram danificados por mais de $1 milhão de dólares. Estima-se que a maioria das vítimas tiveram lugar em Iloílo, já que a aldeia foi gravemente afectada por inundações repentinas severas e rápidas. Tacloban foi golpeado quando estoiraram incêndios e os ventos lhes permitiram se estender, mas os 220 000 habitantes escaparam do pior do sistema. 147 cidades foram afectadas por cortes de energia, mas para 27 de dezembro, 31 dessas 147 tinham recuperado a sua energia.

#### Samar oriental

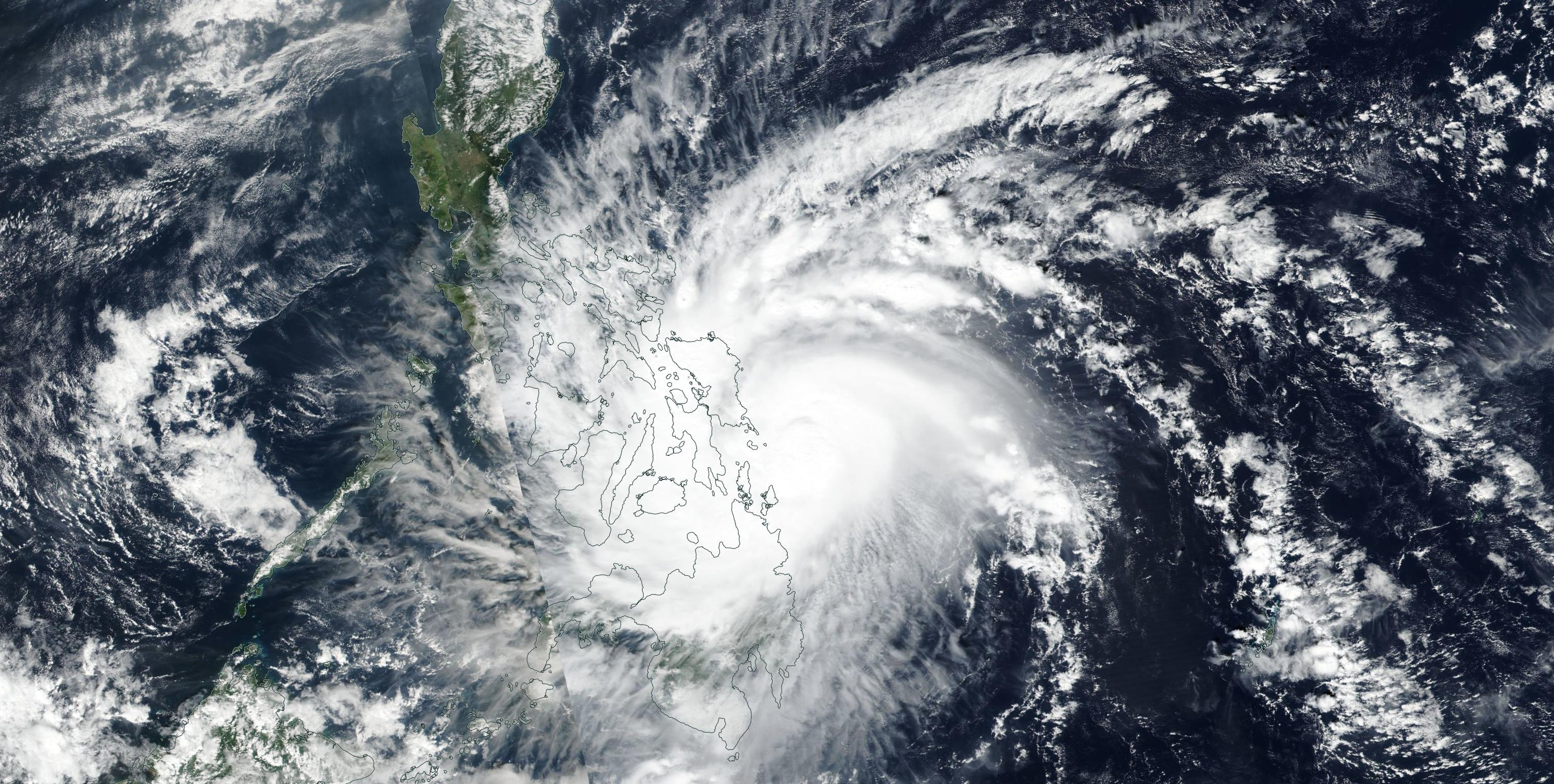
Phanfone toca terra nas Visayas orientais a 24 de dezembro

Devido às próximas celebrações natalícias, 16 000 passageiros que tinham planos de férias nas suas respectivas províncias com as suas famílias, ficaram varados no porto pela sua segurança devido à ameaça do tufão. Ao tocar terra para perto de Salcedo no Leste de Samar ao redor das 4:45 p.m., informou-se que o tufão estava a causar grandes inundações e deslizamentos de terra na região. À medida que a tempestade intensificou-se rápida e inesperadamente, mais de 58 000 pessoas foram evacuadas antes do tufão. Denunciou-se o desaparecimento de cinco pescadores e um homem de 70 anos morreu após que a sua casa fora varrida e, como resultado, se afogou. Ao redor de 2 351 pessoas têm sido afectadas pelo tufão e 1.654 estavam a refugiar-se em centros de evacuação. O Programa Mundial de Alimentos emitiu avisos e infografias que traçam o caminho projectado de Phanfone, bem como centros de evacuação e socorro. A partir de 27 de dezembro de 2019, há ao menos 28 mortes confirmadas segundo a Agência de Desastres das Filipinas, incluído um menino de 13 anos que foi electrocutado.

#### Luzon

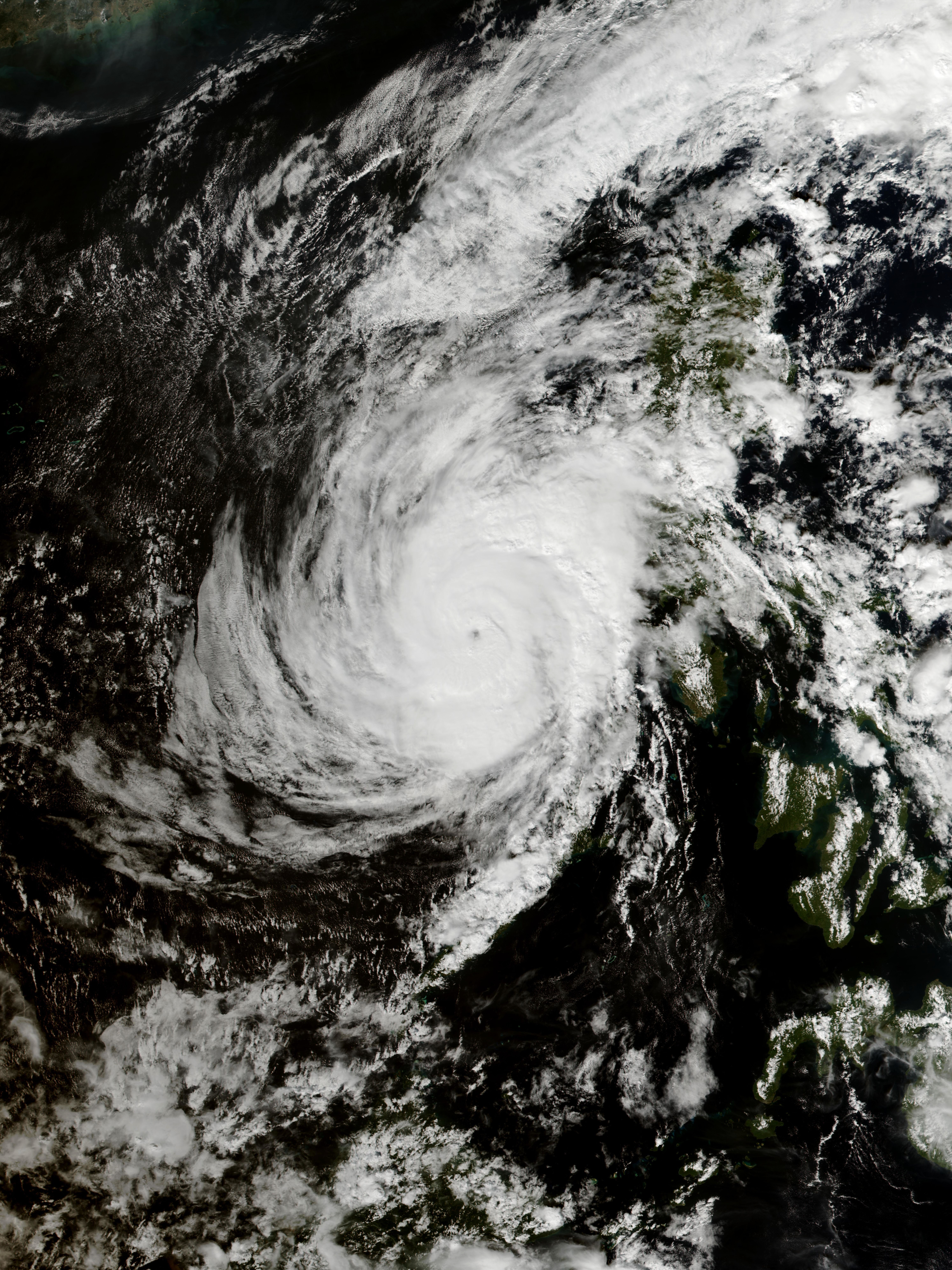
Tufão Phanfone durante um eclipse solar a 26 de dezembro

Também se emitiu um aviso de sinal 2 em Luzon, com a parte sul de Província de Quezon, Marinduque, oriental e ocidental de Mindoro, incluída a ilha de Lubang, Romblon, Albay, Sorsogon, a ilha de Burias, as ilhas de Calamian e Cujo, todos se previam no caminho de Phanfone . Emitiu-se um aviso de sinal 1 a Bulacan, Bataan, Metro Manila, Província de Rizal, resto de Província de Quezon, Laguna, Batangas, Camarines Sur, Camarines Norte, Catanduanes e o norte de Palawan. O governador da ilha ordenou às unidades do governo local levar a cabo um plano de evacuação forçada, o que provocou que os civis para perto de áreas propensas a inundações e áreas com o potencial de ser afectadas por deslizamentos de terra, se realoquem temporariamente como medida de segurança. Os representantes locais visitaram aos residentes em Libon, Maninila e Tandarora para aconselhar-lhes que evacuassem e celebrassem temporariamente o Natal nos centros de evacuação pela sua segurança. Muitas escolas públicas estavam abertas para servir como refúgios para os residentes, enquanto o governo provincial distribuía pacotes de comida aos evacuados. Em Naval, a unidade do governo local despregou carpas de evacuação para os evacuados na segunda-feira 23 de dezembro com algumas carpas reservadas para pessoas maiores, mulheres grávidas e pessoas com discapacidade. O pessoal da Companhia de Forças Móveis Provinciais de Romblon foi despregar e realizou um inventário de equipas de Busca e Resgate (SAR) a 23 de dezembro em preparação para o tufão. San José experimentou 217 mm (8,64 polegadas) de chuva em pouco menos de 24 horas. Mais de 58 mil pessoas foram evacuadas de Luzón e as suas ilhas circundantes quando o sistema provocou chuvas torrenciais e intensas inundações como resultado das chuvas. Uma família foi varrida enquanto tentava chegar a um terreno mais alto. Os serviços de água e eletricidade cortaram-se por completo, e estimou-se que a restauração tomaria semanas.

## Nome retirado
- Após a temporada, a PAGASA retirará o nome Ursula das suas listas de nomes. Eleger-se-á uma substituição em 2020.